# Variant Eta du SARS-CoV-2
Le variant Eta est un variant du SARS-CoV-2, le virus qui cause la COVID-19. Le variant Eta ou lignée B.1.525, également appelé VUI -21FEB-03 (anciennement VUI-202102/03) par la Public Health England (PHE), et anciennement connu sous le nom de UK1188, 21D ou 20A/S:484K, ne porte pas la même mutation N501Y que celle trouvée dans les variants Alpha, Beta et Gamma, mais porte la même mutation E484K que celle trouvée dans les variantes Gamma, Zeta et Beta, et porte également la même délétion ΔH69/ΔV70 (une délétion des acides aminés histidine et valine en positions 69 et 70) que dans Alpha, variant N439K (B.1.141 et B.1.258) et variant Y453F (cluster 5).

## Description
Le variant Eta diffère de tous les autres variants en ayant à la fois la mutation E484K et une nouvelle mutation F888L (une substitution de la phénylalanine (F) par la leucine (L) dans le domaine S2 de la protéine de pointe). Au 5 mars 2021, il avait été détecté dans 23 pays,,. Il a également été rapporté à Mayotte. Les premiers cas ont été détectés en décembre 2020 au Royaume-Uni et au Nigéria, et au 15 février, il était majoritaire parmi les échantillons de ce pays. Au 24 février, 56 cas avaient été identifiés au Royaume-Uni. Le Danemark, qui séquence tous ses cas de COVID-19, a trouvé 113 cas de ce variant du 14 janvier au 21 février 2021, dont sept étaient directement liés à des voyages à l'étranger au Nigéria.
Dans le cadre du schéma de nommage simplifié proposé par l'Organisation mondiale de la santé, la lignée B.1.525 a été dénommée variant Eta.